# Bengt-Åke Lundvall
Bengt-Åke Lundvall (født 1941 i Sverige) er professor emeritus i økonomi ved Institut for Økonomi og Ledelse på Aalborg Universitet. Lundvall er uddannet som økonom ved Göteborgs Universitet i 1967. I 1973 flyttede han til Aalborg hvor han blev involveret i opstarten af universitetet. I 1977 startede han IKE gruppen. Fra 1992 til 1995 var han vicedirektør i DIST/OECD i Paris.
Lundvalls forskning omhandler bredt innovationssystemer. I samarbejde med Christopher Freeman fra SPRU, udviklede han ideen om innovation som en interaktiv process, og conceptet 'nationale innovationssystemer'. Han har været med til at starte og koordinere forskningsnetværkene DRUID og Globelics.

## Eksterne links
- Globelics
- DRUID
- Aalborg Universitet profil